# دالي مينامي
دالي مينامي (بالإنجليزية: Dale Minami)‏ هو محامي أمريكي، ولد في 13 أكتوبر 1946.